# Кам'янка (Стрийський район)
Ка́м'янка — село в Україні, у Стрийському районі Львівської області. Населення становить близько 400 осіб[джерело?]. 

## Географія
Відстань до центру громади Сколе становить близько 7 км і проходить автошляхом місцевого значення. Село розташоване неподалік від межі із Івано-Франківською областю (Болехівською міською громадою).

## Історія
За переказами в давнину село називалося Рисья Яма.
В 1929 р. село передане з Долинського повіту до Сколівського.
На 1.01.1939 в селі проживало 940 мешканців (920 українців, 10 поляків, 10 євреїв).
Історія села Кам'янка записана із розповідей старожилів місцевою жителькою, вчителькою Ганною Василівною Фольтин. Саме на цей рукопис постійно посилаються різні джерела[джерело?].

## Населення
Згідно з переписом УРСР 1989 року чисельність наявного населення села становила 466 осіб, з яких 211 чоловіків та 255 жінок.
За переписом населення України 2001 року в селі мешкало 436 осіб.

### Мова
Розподіл населення за рідною мовою за даними перепису 2001 року:
| Мова       | Відсоток |
| ---------- | -------- |
| українська | 99,78 %  |
| інші       | 0,22 %   |

## Церква
Дерев'яний храм святого архистратига Михаїла збудований у 1991 р. Внесений до реєстру пам'яток архітектури місцевого значення під охоронним номером 2917-М. Належить до Сколівського деканату, Самбірсько-Дрогобицької єпархії УГКЦ.

## Водоспади

### Кам'янський водоспад
Розташований за 2,5 км від села, у межах Національного природного парку «Сколівські Бескиди» (якщо їхати в село зі Сколе, то біля нього проходить дорога). Поруч з  водоспадом є Мертве озеро.

### Кам'янський Верхній
На відстані приблизно 600 м від Кам'янського водоспаду в бік села розташований Кам'янський Верхній заввишки 3,5 м.

### Підступи, Підступи Середній, Підступи Верхній, Дзюрчик
По вулиці І. Франка, вище сільської ради, розташований водоспад Підступи заввишки бл. 2 м. На відстані бл. 800 м вище від нього розташований водоспад Підступи Середній (5 м.). Через 25-30 м. вище по течії - двокаскадний водоспад Підступи Верхній (4 м) і водоспад Дзюрчик (3,5 м).

### Залотом'ятний (Жидівський Шипіт)
На південній околиці села, на струмку Залотом'ятий, розташований однойменний водоспад — Залотом'ятий — заввишки бл. 1,5 м. Місцева назва — Жидівський Шипіт (Жидівський вир).

### Під Кудрявцем
На відстані 2-3 км вище водоспаду Залотом'ятий (струмок Залотом'ятий) розташований водоспад Під Кудрявцем заввишки бл. 7 м.

## Видатні люди
- Бобанич Михайло Григорович — командир куреня УПА «Бойки» в ТВ-24 «Маківка», лицар Срібного хреста бойової заслуги УПА 1 класу. Загинув у селі;
- Лесів Михайло Михайлович (1996—2024) — капітан Збройних сил України, учасник російсько-української війни;
- Шимків Василь (народився 1918 в Кам'янці — помер 12 липня 1947 в Сколе) — член ОУН, псевдонім «Запорожець», протягом 1945 — березня 1946 рр. перебував у боївці «Гонти», згодом легалізувався, проживав у с. Кам'янка, а з весни почав працювати на кам'яному кар'єрі в м. Сколе, та з метою полегшення підпільної діяльності став радянським активістом і комсомольцем. 12 липня 1947 в 16:00 у м. Сколе (тоді — Дрогобицької області) двома пострілами з пістолета за завданням підпілля ОУН застрелив начальника Сколівського райвідділу МВД майора Бєлоусова, коли той виходив з приміщення РО МВД. Шимків намагався втекти, однак загинув при перестрілці.

## Світлини

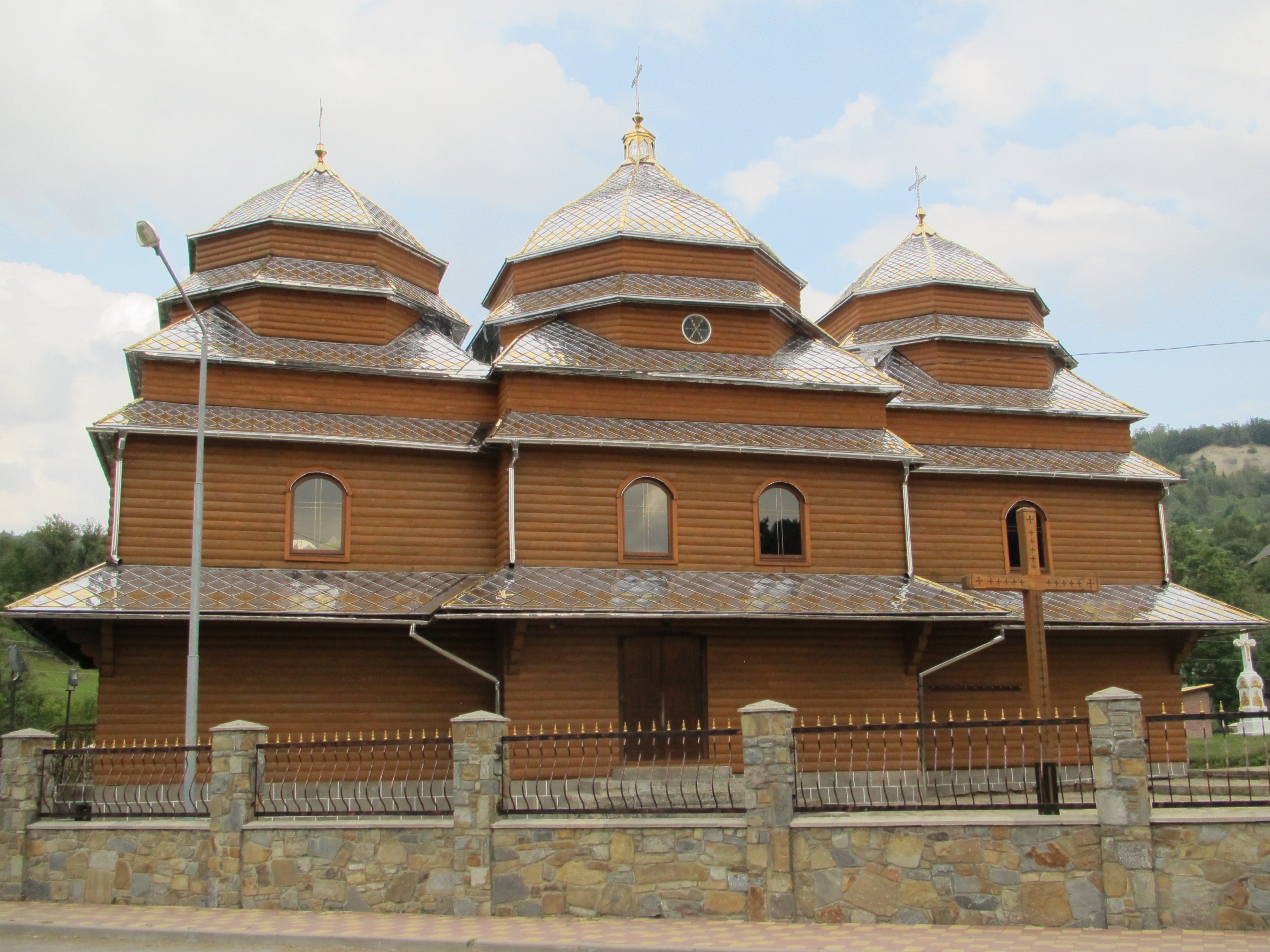
Церква святого архистратига Михаїла
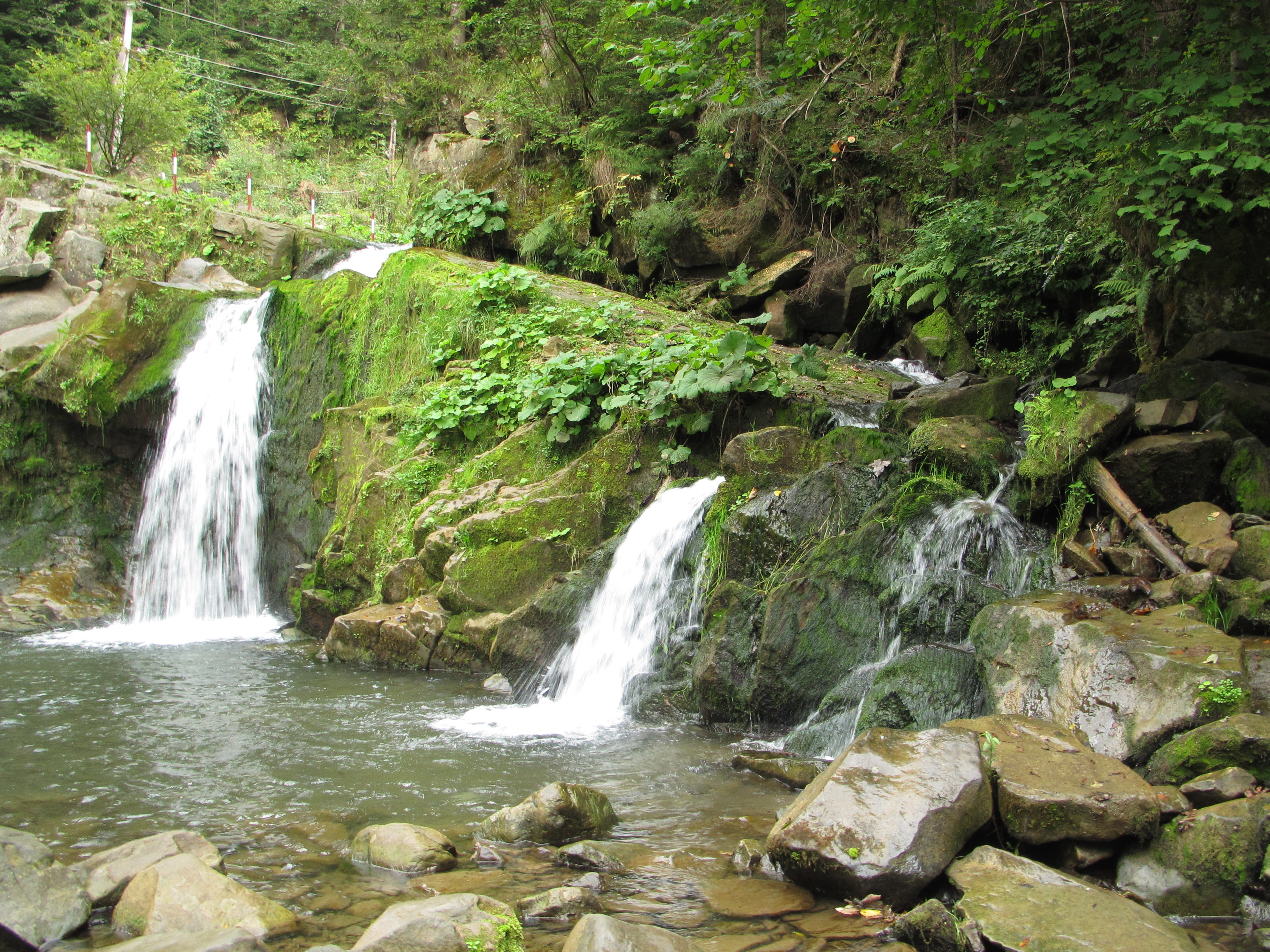
Кам'янський водоспад
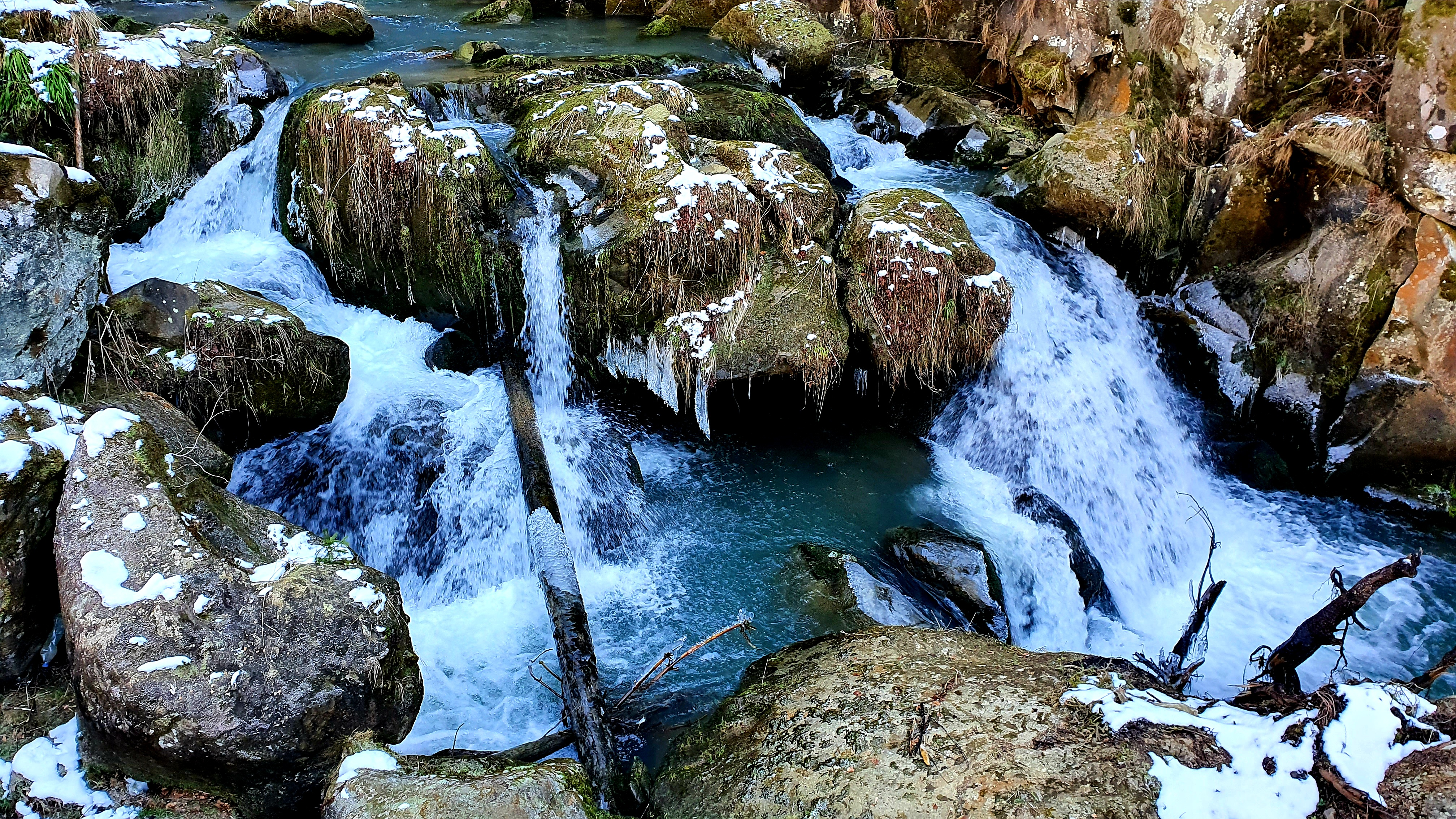
Верхньокам'янський водоспад
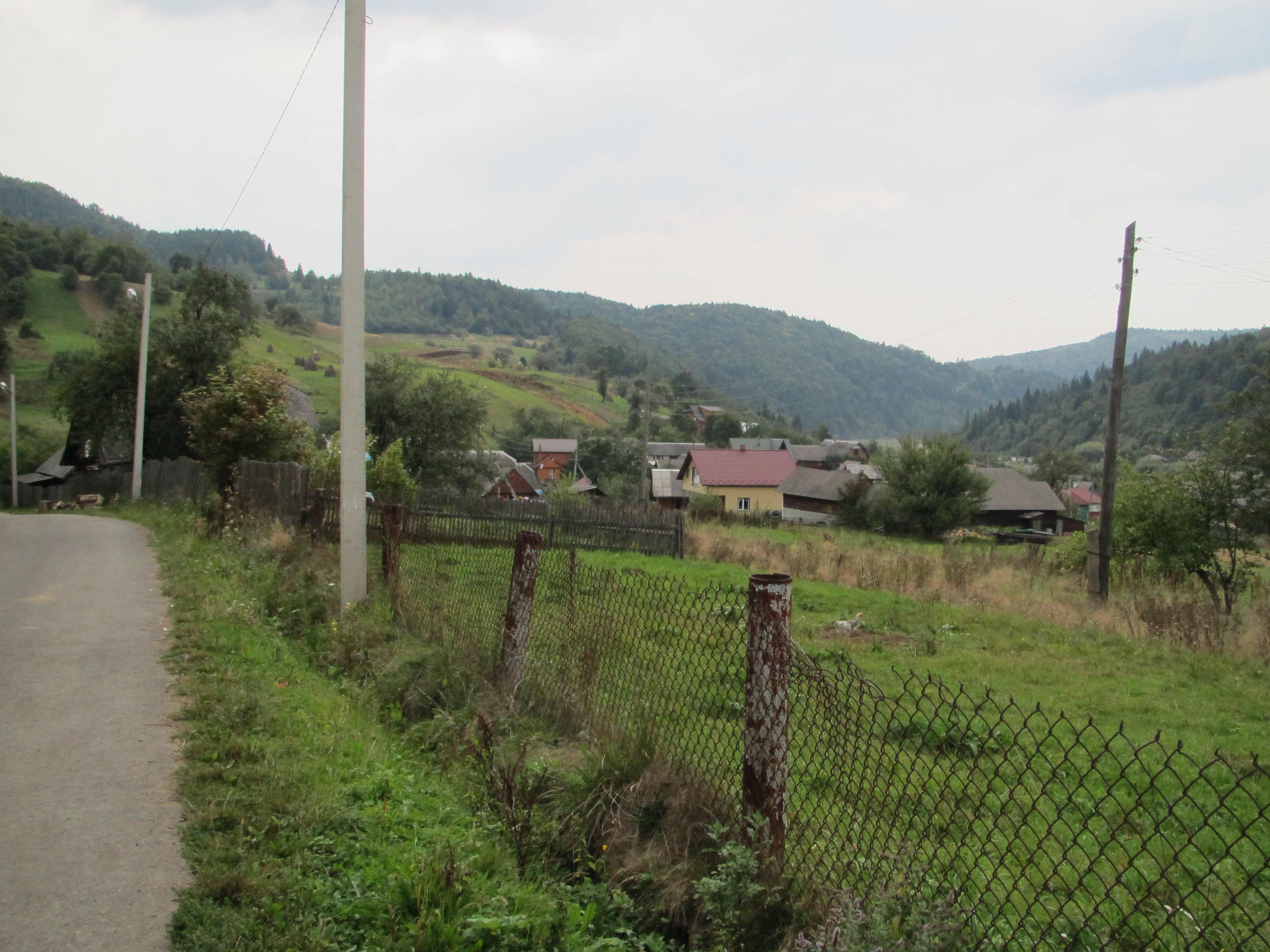
Панорама села
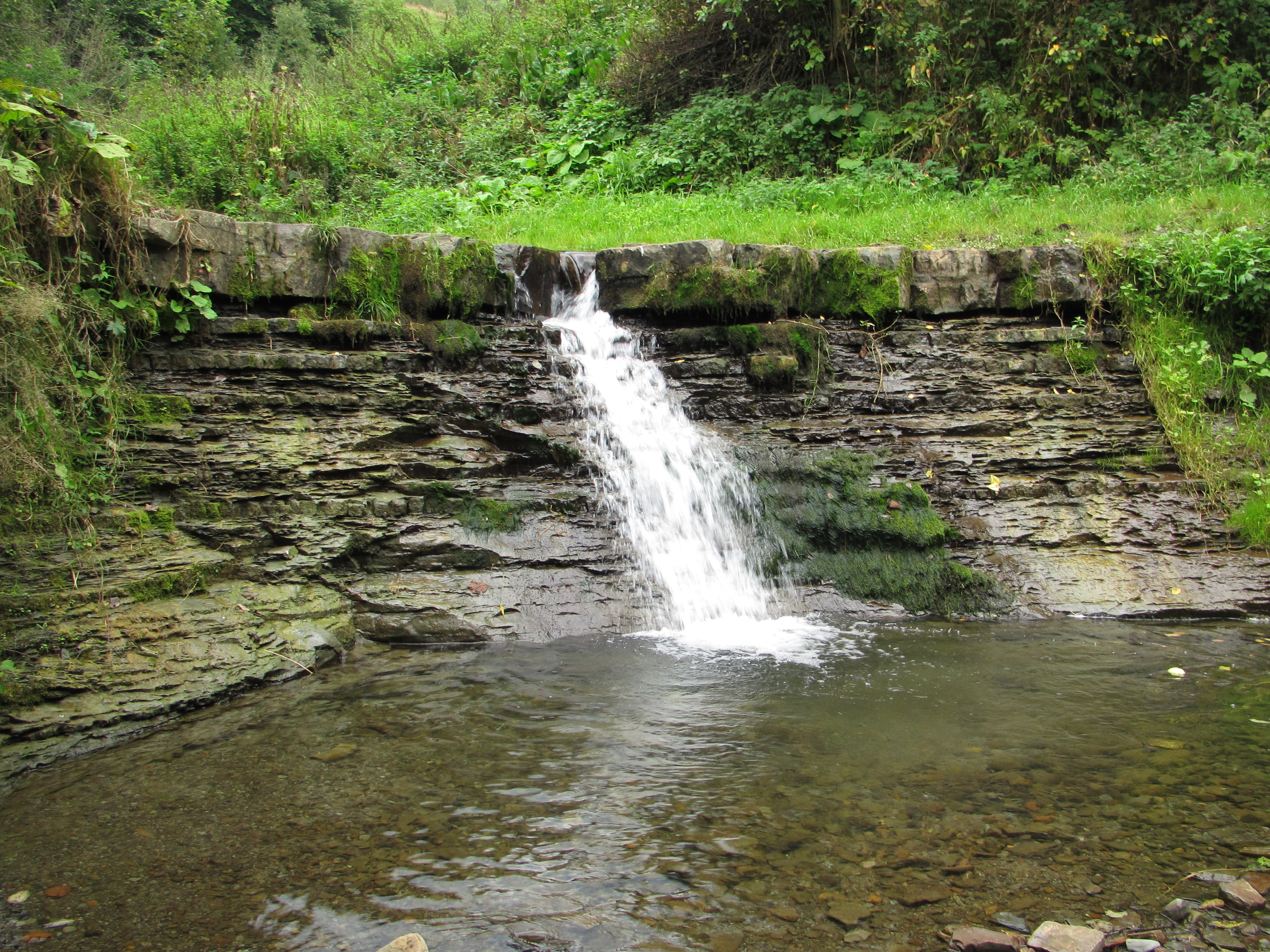
Водоспад Підступи
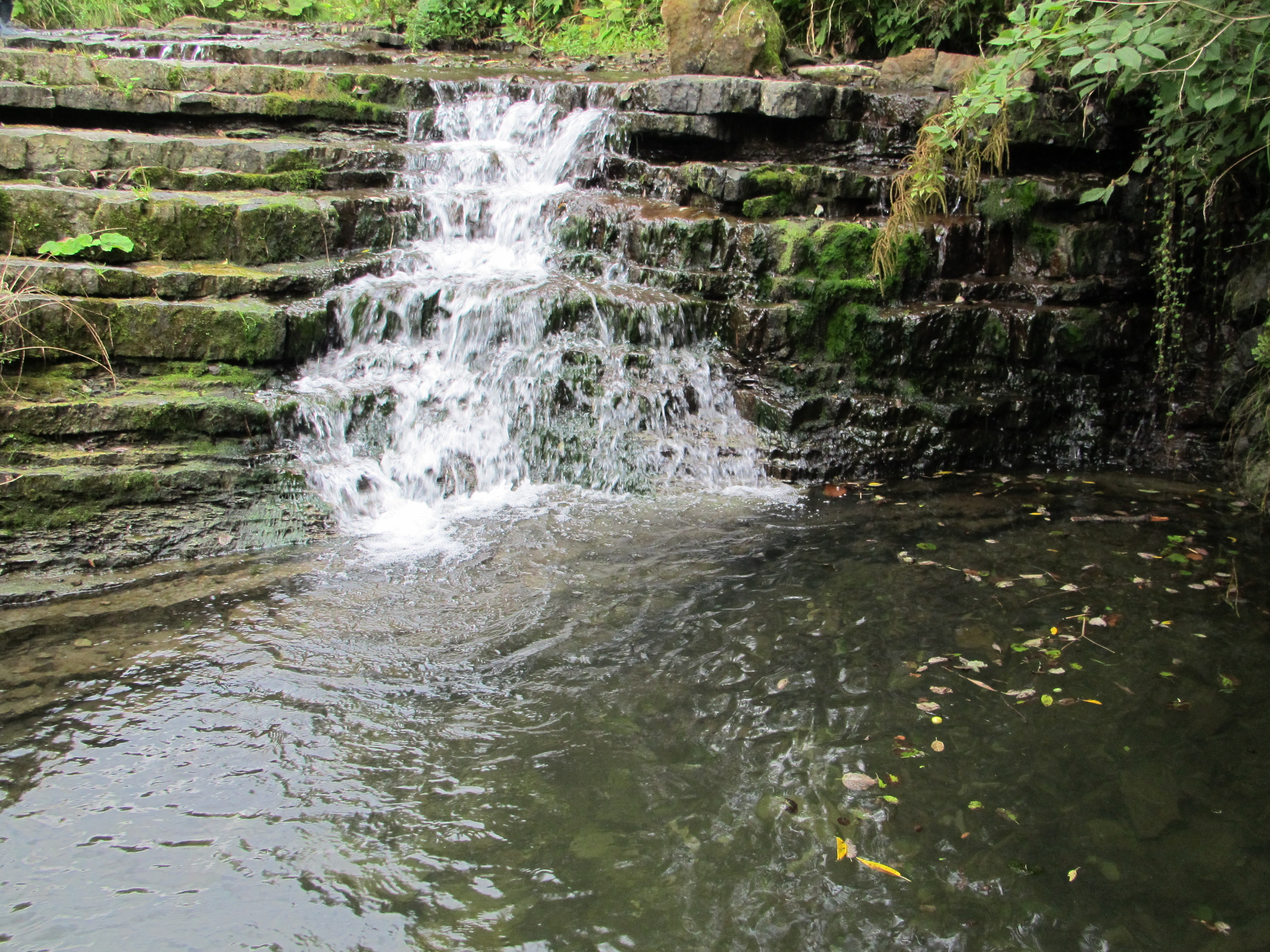
Залотом'ятий водоспад
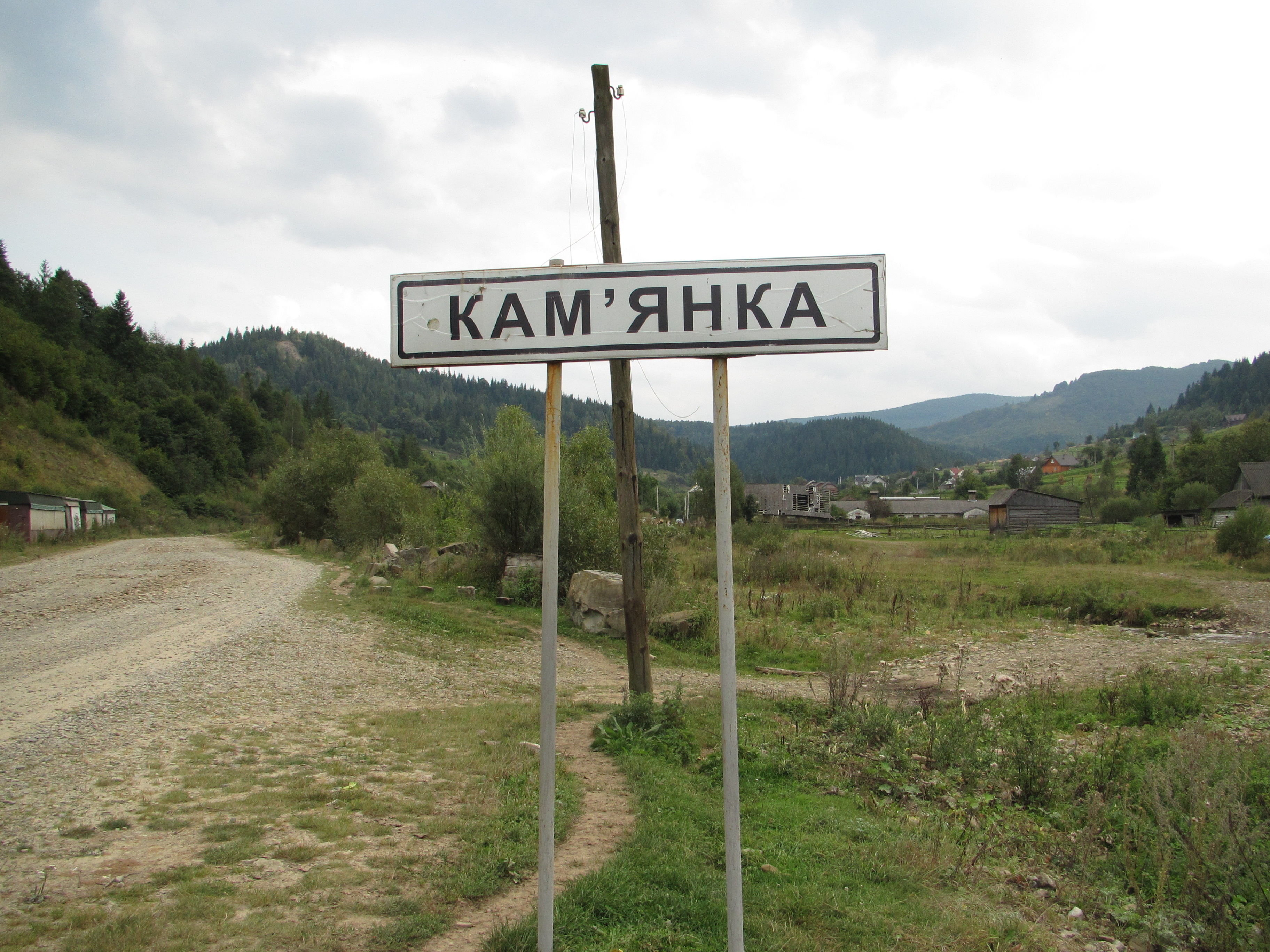
Знак с. Кам'янка
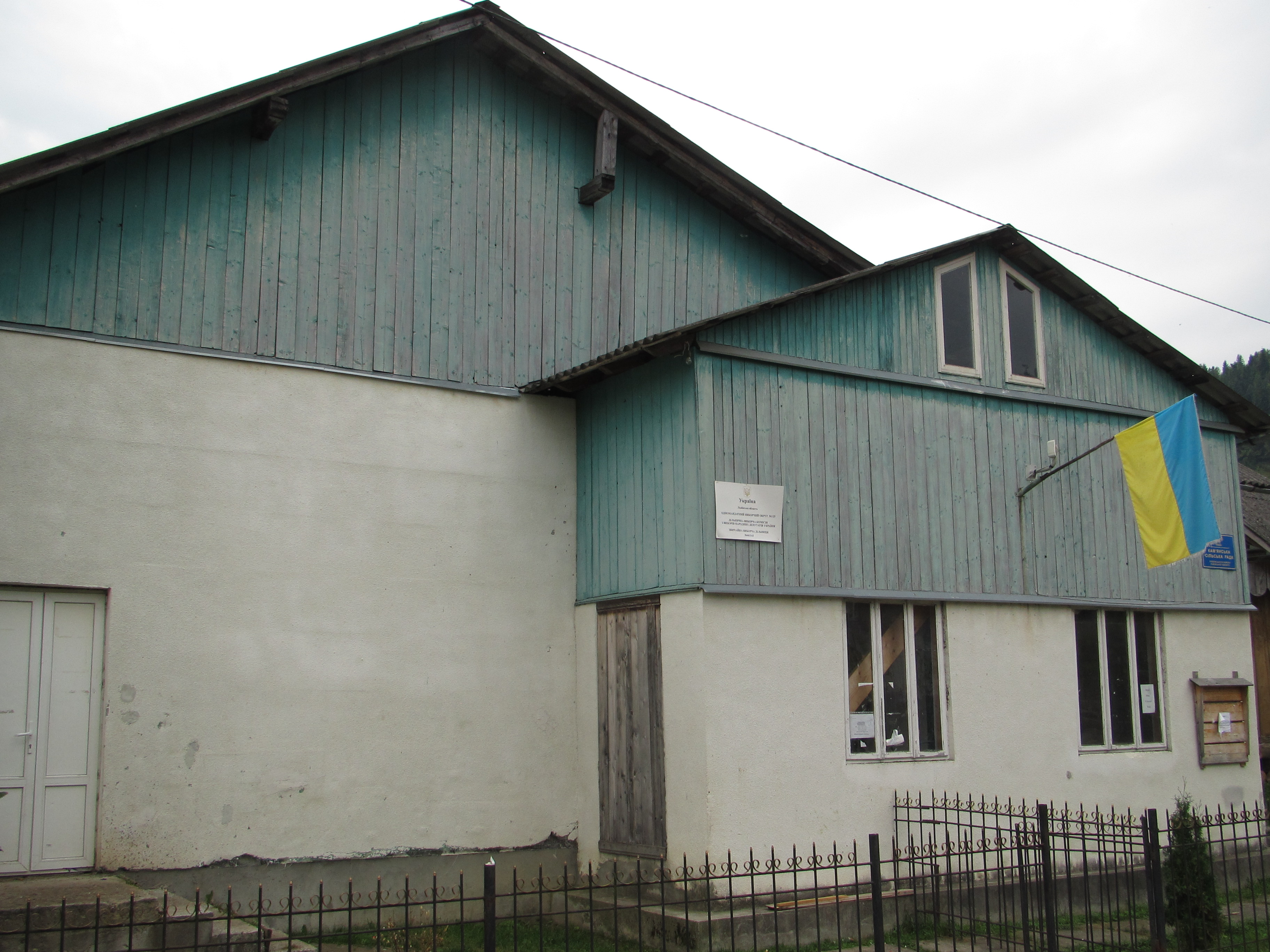
Кам'янська сільська рада
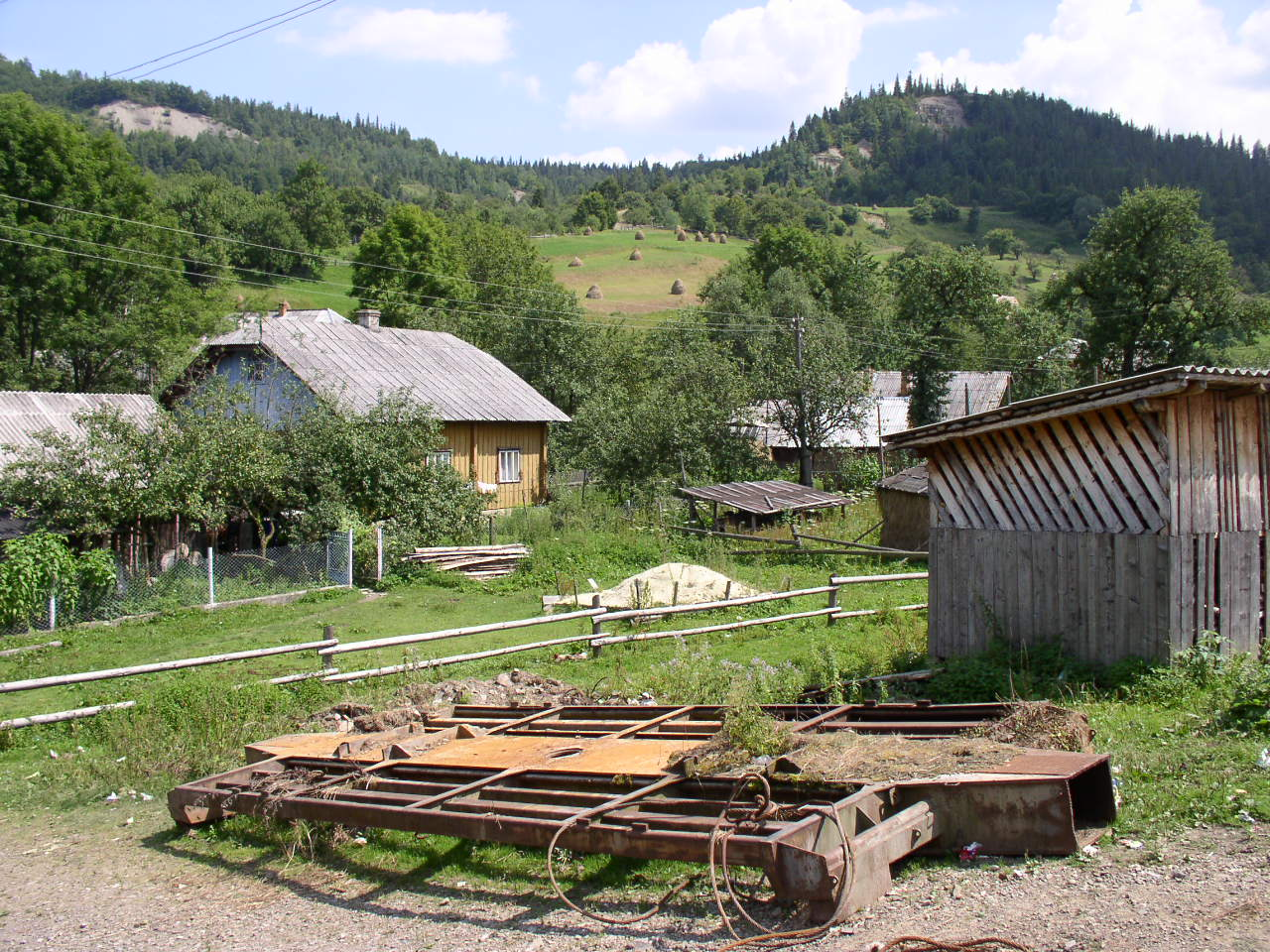
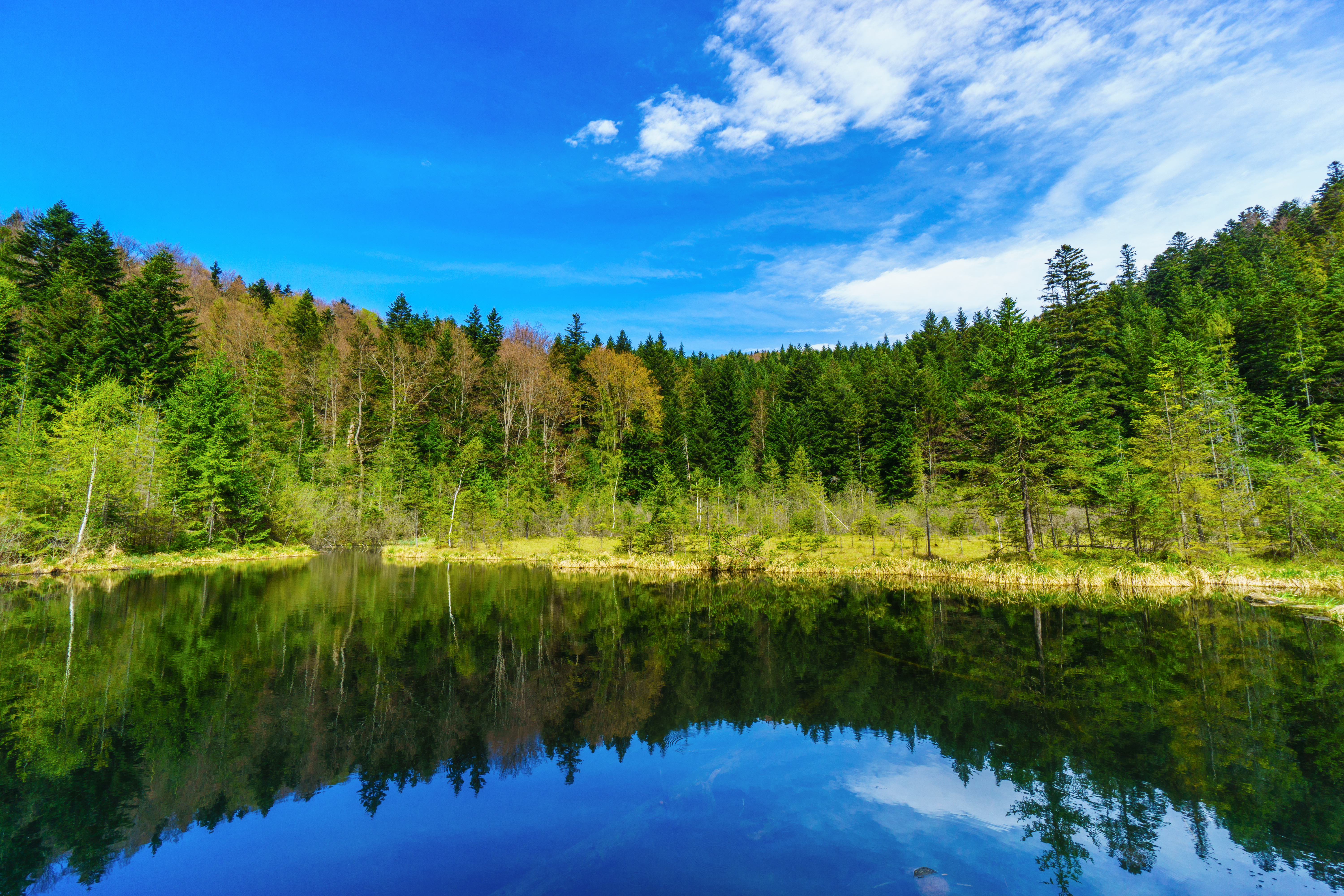
Мертве озеро
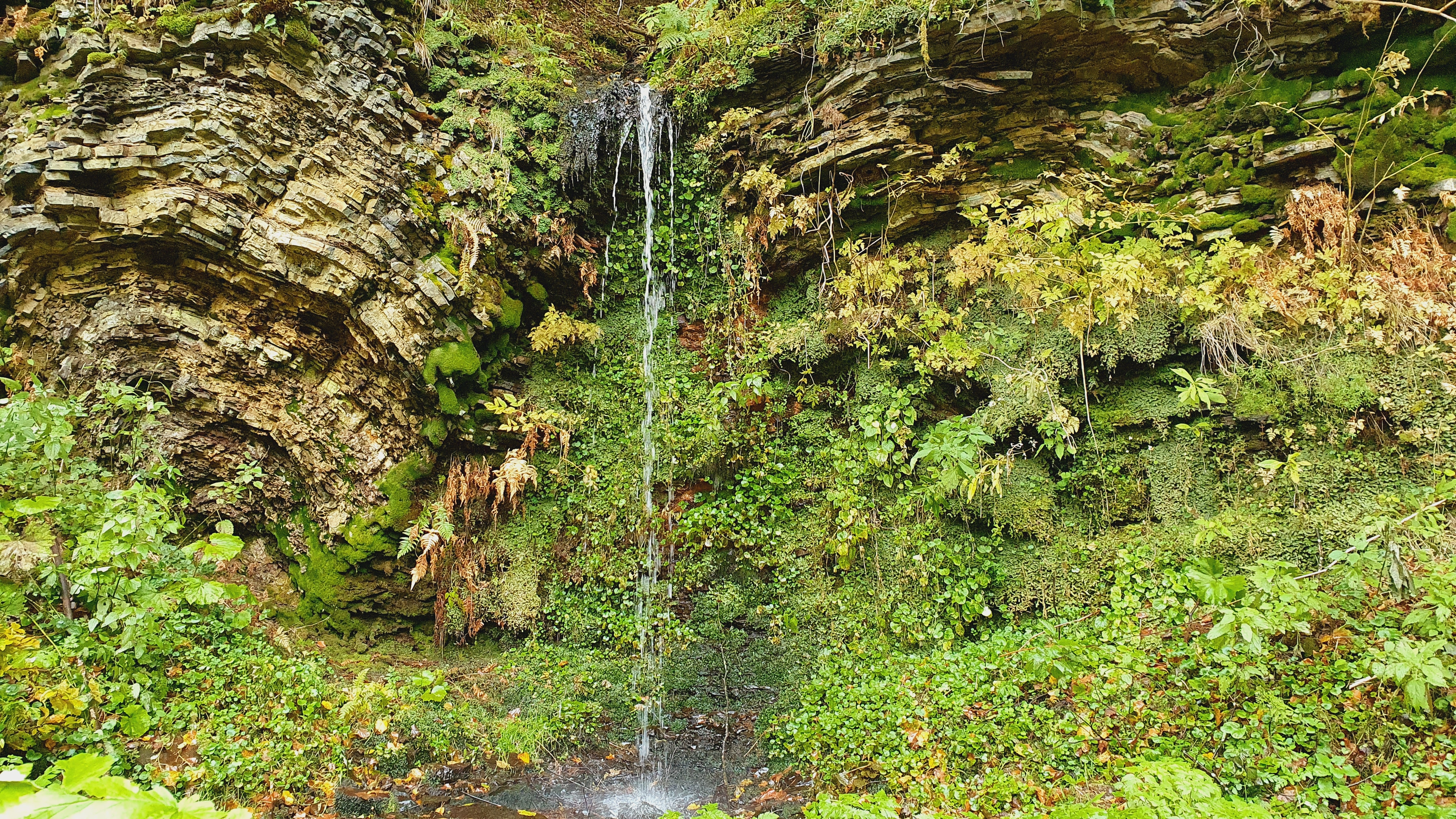
Водоспад Дзюрчик
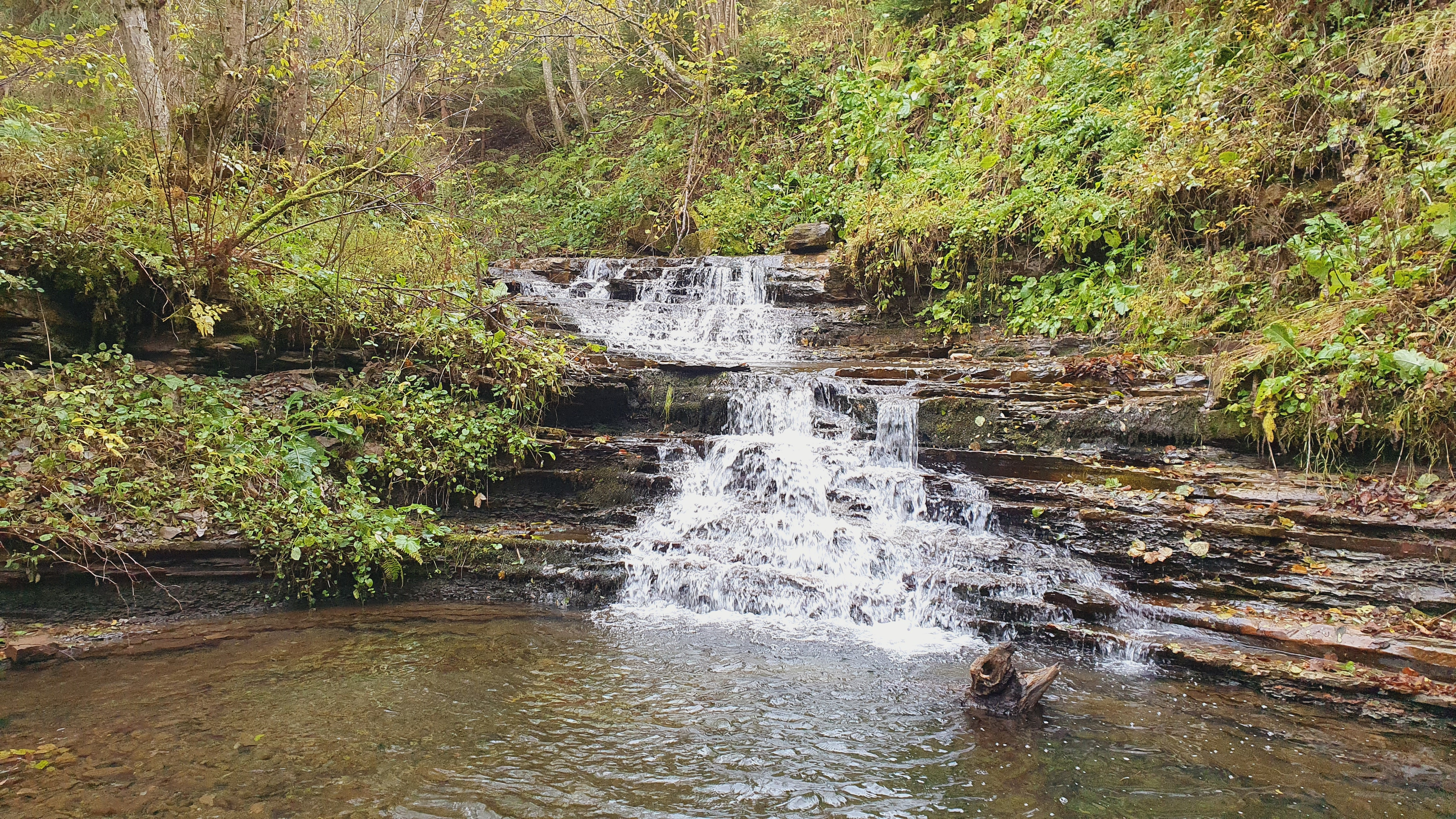
Водоспад Підступи Верхній
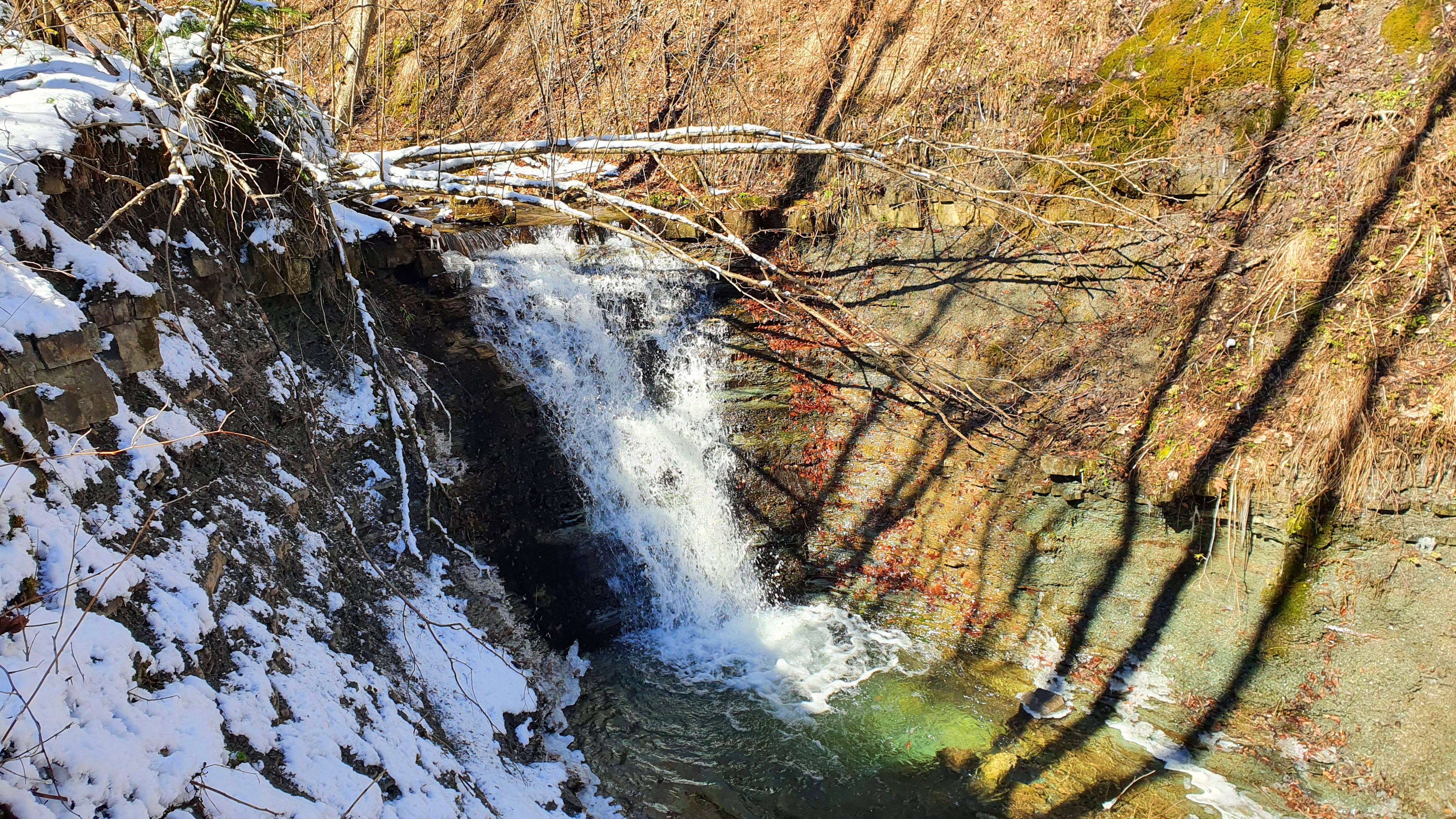
Водоспад Підступи Середній
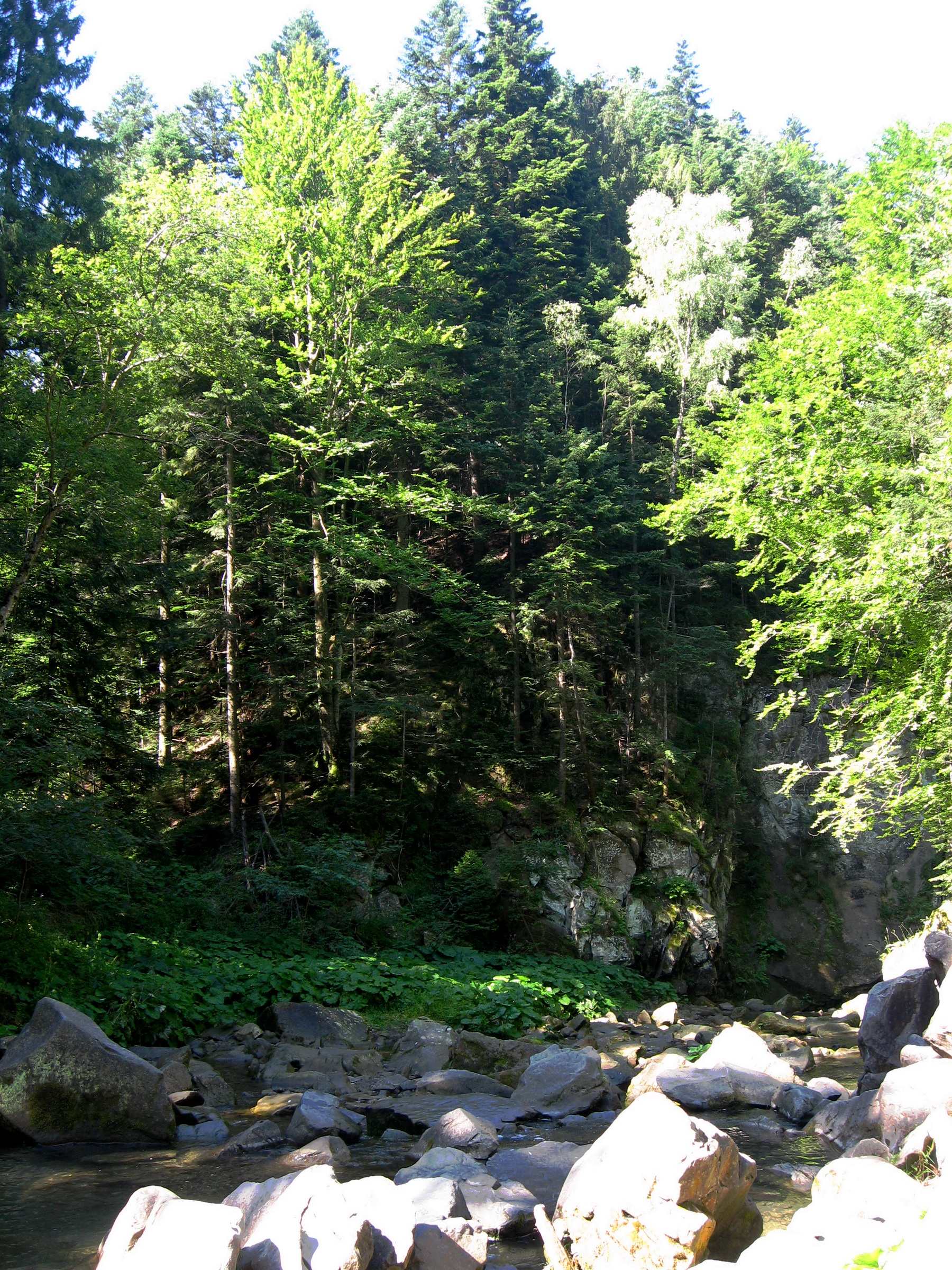
Мішаний ліс на скелях
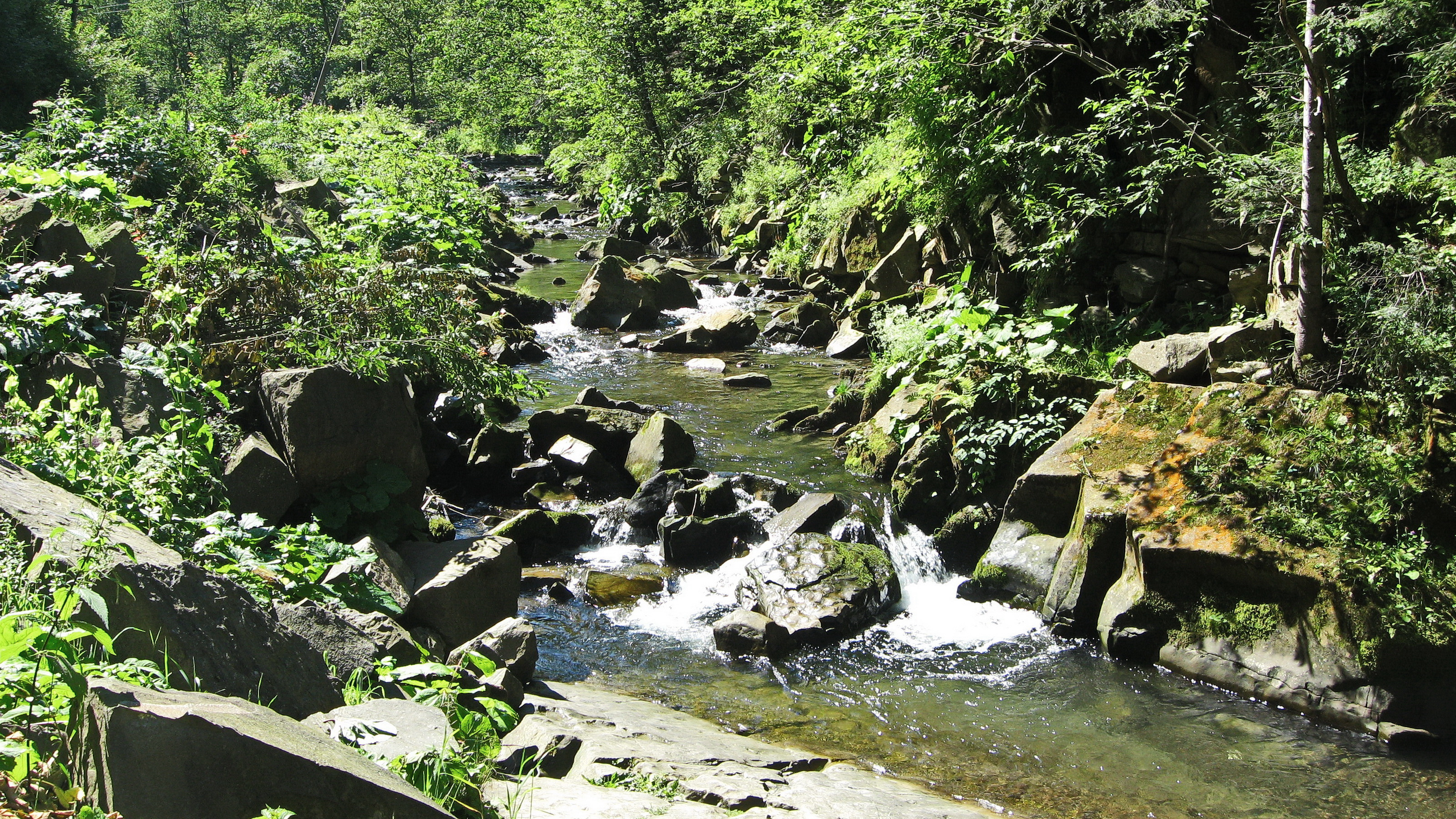
Річка Кам'янка
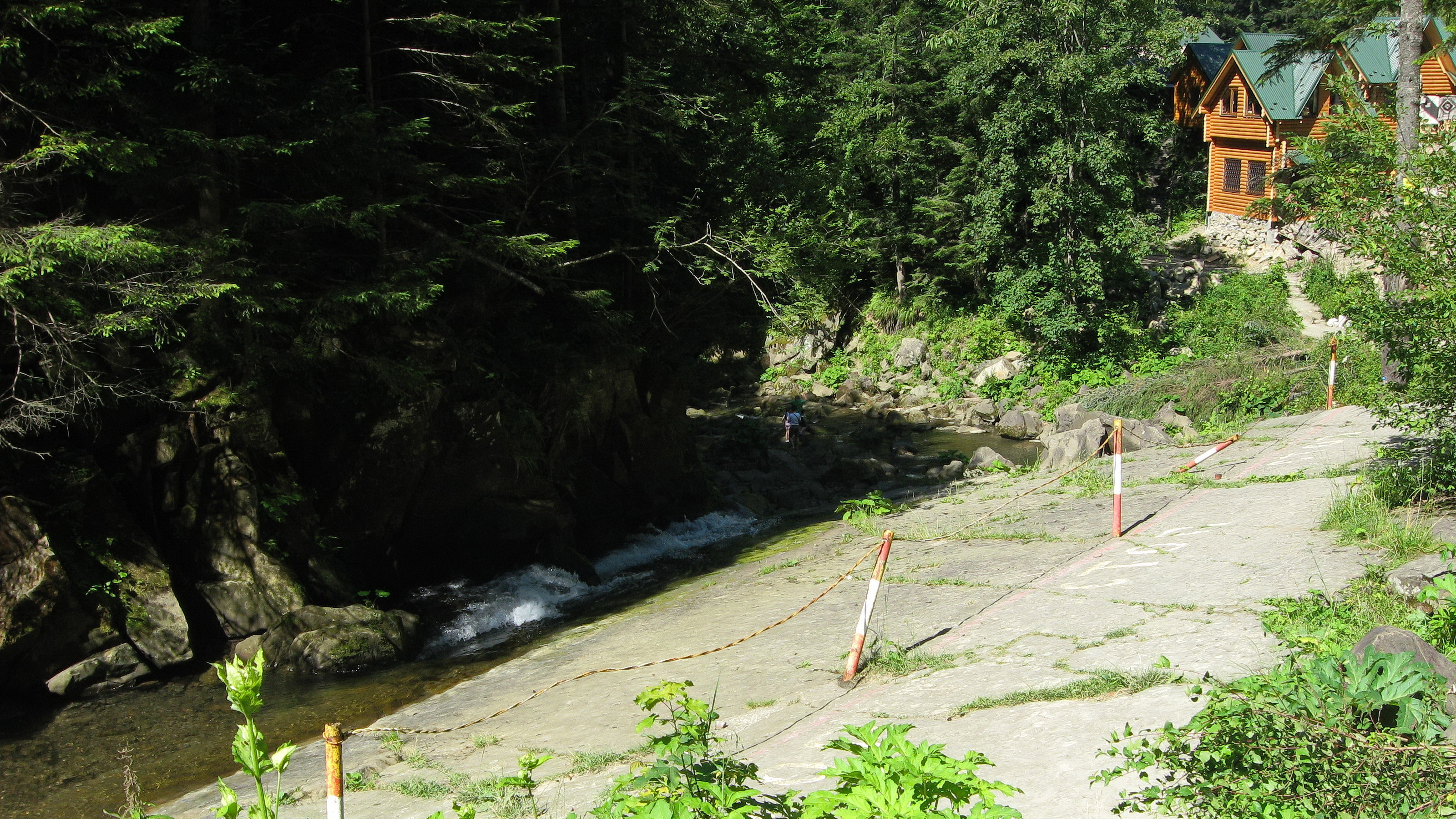
Романтичний пейзаж